# Juliusz Korytowski
Juliusz Leopold Franciszek Korytowski, Juliusz Korytowski lub Julian Korytowski (ur. 10 lutego 1844 we Lwowie lub 1845, zm. 30 września 1916 w Wiedniu) – poseł z IV kurii okręgu Tarnopol do Sejmu Krajowego Galicji w kadencjach IV, V, VI ,VII, VII  i VIII (1882–1907) oraz z I kurii z okręgu Tarnopol podczas IX kadencji (1908–1913). Hrabia, właściciel dóbr Płotycz koło Tarnopola.
W 1865 zaślubił Wandę z Młockich, właścicielkę dóbr ziemskich Bielawińce, Kurdwanówka, Petlikowce Nowe, Petlikowce Stare, córkę Franciszka i Sabiny z Dziokowskich herbu Trąby z odmianą.

## Życiorys
W 1891 roku za wyposażenie parafii, wybudowanie kościoła i domu parafialnego w Płotyczy papież Leon XIII nadał mu krzyż komandorski orderu św. Grzegorza. W 1908 roku w wyborach z IV kurii przegrał z posłem ukraińskim Dumką, ale został wybrany z I kurii z tego samego okręgu.
W maju 1913 złożył mandat. Zmarł w Wiedniu (według czasopisma „Deutsches Volksblatt” w wieku 71 lat).